# 佐久間妙子
佐久間 妙子（さくま たえこ、1908年3月11日 - 不明）は、日本の女優。本名、西島 静子。
映画監督の勝見正義は義兄（姉の夫）。夫は俳優の竹内良一。

## おもなフィルモグラフィ

### 日活大将軍・太秦撮影所
- 『熱血児』 1927年
- 『鉄路の狼』 1927年
- 『のみすけ禁酒騒動』 1928年
- 『近代クレオパトラ』 1928年
- 『東京行進曲』 1929年
- 『浮名ざんげ』 1929年
- 『円タク稼業』 1929年
- 『饗宴』 1929年
- 『天国その日帰り』 1930年
- 『静かなる歩み』 1930年 - 主演
- 『この母を見よ』 1930年
- 『女性賛』 1930年
- 『母三人』 1930年
- 『藤原義江のふるさと』 1930年
- 『唐人お吉』
- 『花火』 1931年
- 『仇討選手』 1931年
- 『夫婦うちあけ話』 1932年
- 『女を打つ勿れ』 1932年

### 不二映画社
- 『天国の波止場』 1932年
- 『アメリカ航路』 1932年
- 『金色夜叉』 - お宮役 1932年
- 『もだん聖書』 監督：阿部豊、1932年
- 『銀嶺富士に甦る』 1933年

### 大都映画
- 『警戒線の女』 1933年
- 『春来る』 1933年
- 『近代女性の勇』 1934年
- 『串差おでん』 1934年
- 『肉弾の王者』 1934年
- 『驀走する与太郎』 1934年
- 『嬢やの散歩街』 1934年
- 『港祭り』 1935年
- 『先生と剣道選手』 1935年
- 『お好み串差おでん』 1935年
- 『乳姉妹』 1936年
- 『涙の審判』 1936年
- 『春は嬉しや』 1937年
- 『若夫婦トンガリ日記』 1937年 - 主演
- 『おもちゃの天使』 1937年 - 主演
- 『三色女白浪』 1937年
- 『いつ逢へるやら』 1937年 - 主演
- 『赤尾の林蔵』 1938年
- 『黄金蟻地獄』 1941年
- 『大空の遺書』 1941年
- 『少年野口英世』 1941年

### 東映
- 『風雪二十年』 1951年